# De l'espoir pour Noël
De l'espoir pour Noël (The Christmas Hope) est un téléfilm de Noël américain réalisé par Norma Bailey et diffusé le 13 décembre 2009 sur Lifetime Movie Network. Il constitue le troisième volet d'une trilogie également formée des téléfilms Les Souliers de Noël et Le Miracle du cœur.

## Synopsis
À l’approche de Noël, Emily, une fillette de neuf ans, perd tragiquement sa mère. Elle est alors prise en charge par Patricia Addison, qui travaille dans un centre de protection de l’enfance. Malheureusement, elle ne trouve aucune famille d’accueil pour Emily et décide donc de l’emmener chez elle. Patricia a bien du mal à se remettre de la mort de son fils Sean, qu’elle a perdu deux ans plus tôt. Même si la présence d’Emily dans la maison ravive des souvenirs pénibles pour Patricia et son mari Mark, ils vont finalement réussir à se retrouver, en partie grâce à la petite fille, mais aussi grâce à la visite inattendue de Nathan, le médecin qui a tenté de sauver leur fils… Par ailleurs, Mark fait la connaissance de Justin, un adolescent à qui Sean avait donné des cours de soutien scolaire. Par une étrange coïncidence, c’est aussi Justin qui offrira à Emily le cadeau que sa mère comptait lui offrir pour Noël.

## Fiche technique
- Réalisation : Norma Bailey
- Scénario : Wesley Bishop, d'après un roman de Donna VanLiere (en)
- Durée : 90 minutes
- Pays :  États-Unis

## Distribution
- Madeleine Stowe : Patricia Addison
- James Remar (VF : Patrice Baudrier) : Mark Addison
- Ian Ziering (VF : Alexandre Gillet) : Nathan Andrews
- Tori Barban : Emily Adams
- Phillip Jarrett : Jay
- Jayne Eastwood : Charlotte
- Devon Weigel (de) : Traci Adams
- Rebecca Gibson : Megan Andrews
- Daniel Boiteau : Justin
- Garth Merkeley : Sean Addison
- Mariam Bernstein : Sandra
- Alicia Johnston : Mona
- Sean O'Brian : Joe
- Susanna Portroy : Mandy
- Omar Khan : Policier
- Aaron Hughes : Larry Adams